# ウィチャヤニー・ピアクリン
ウィチャヤニー・ピアクリン（Wichayanee Pearklin、タイ語: วิชญาณี เปียกลิ่น、1989年9月11日 - ）は、タイ王国の女優。

## 略歴
- 1989年9月11日 タイ王国パッタルン県で生まれた。
- 2008年 GMMグラミーに歌手として業界入り。

## フィルモグラフィー

### テレビドラマ
- Hua Ji Ploi Jon (2553)
- Club Friday The Series 2 (2556)
- Na Ruk (2557)
- Ngao Jai (2558)
- Ha in One (2558)
- Samsib Kham Lang Jaew'' (2560)